# أوغست فيليب (دوق شليسفيغ-هولشتاين-سوندربورغ-بيك)
أوغست فيليب (11 نوفمبر 1612 - 6 مايو 1675)؛ كان أميرًا دنماركيًا وألمانيًا وعضوًا في أسرة أولدنبورغ، بعد حصوله على ملكية قصر بيك في وستفاليا عام 1646 حصل على لقب دوق شليسفيغ-هولشتاين-سوندربورغ-بيك، ومع ذلك كان مجرد لقب فخري.

## السيرة الذاتية
ولد أوغست فيليب في 11 نوفمبر 1612 بـ سوندربورغ جزيرة ألس الواقعة في دوقية شليسفيغ (التي كانت آنذاك إقطاعية دنماركية)؛ فهو الابن الخامس لـ ألكسندر دوق شليسفيغ-هولشتاين-سوندربرغ ودوروثيا من شفارتسبورغ-سوندرسهاوزن.
قبل يوم من وفاة والده في 1627، كتب وصيته تاركاً إدارة الميراث لزوجته دوروثيا وذلك لسداد الديون، في حيث يرث شقيقه الأكبر هانس كريستيان أراضي كاملة، ومع ذلك فشلت والدته في تسديد الديون وبعد خمسة سنوات وافقت والدته في 1633 على اتفاق الخلافة والتي نصت على ورثة هانس كريستيان الدوقية مقابل تعويض مالي سنوياً لوالدته وأخوته، وبعد هذا اتفاق مع بلوغه سن 21 عاماً قطع علاقاته مع الدنمارك، وهاجر صوب ألمانيا، حيث أصبح ضابطاً، وفي عام 1646 اشترى ملكية قصر بيك القريبة مدينة أولينبورغ، أسقفية ميندن، ومنذ عام 1648 في دوقية وستفاليا داخل مرغريفية براندنبورغ ، من أخته صوفي كاثرينا التي تلقتها كمهر من شقيقها هانس كريستيان عند زواجها من أنتوني غونتر كونت أولدنبورغ، كان القصر مكان الذي قضى فيه أوغست فيليب طفولته، وعاش آخر 29 عاما من حياته، بذلك أطلق على نفسه اسم دوق شليسفيغ-هولشتاين-سوندربورغ-بيك، توفي في 6 مايو 1675 في قصره، وخلفه ابنه الأكبر أوغست ثم ابنه الثاني فريدرش لودفيغ كدوق شرفي.